# Nicolae Văcăroiu
Nicolae Văcăroiu (Cetatea Albă, 5 dicembre 1943) è un politico ed economista romeno, membro del Partito Social Democratico, che ha svolto la funzione di Primo ministro della Romania dal 4 novembre 1992 al 12 dicembre 1996, anno in cui fu succeduto da Victor Ciorbea.
Direttore generale del Comitato statale per la pianificazione dal 1987 al 1989, dopo la rivoluzione romena del 1989 rivestì diversi incarichi governativi nella nuova struttura istituzionale, fino a diventare primo ministro nel 1992.
Divenne senatore nel 1996 e fu Presidente del Senato della Romania dal dicembre 2000 all'ottobre 2008.
In seguito alla procedura di impeachment contro il Presidente della Romania Traian Băsescu da parte del Parlamento avvenuta il 19 aprile 2007, Nicolae Văcăroiu divenne Presidente della Romania ad interim. Rimase in carica fino al 23 maggio 2007, successivamente allo svolgimento del referendum che decretò il ritorno in funzione di Băsescu.
Il 14 ottobre 2008 fu indicato dal parlamento come nuovo presidente della Corte dei conti.

## Formazione e carriera professionale
Nato nel 1943 a Cetatea Albă, città della Bessarabia allora sotto il controllo della Romania, si laureò in finanza presso l'Accademia degli studi economici di Bucarest nel 1969.
Dopo gli studi fu assunto in qualità di economista dal Comitato statale per la pianificazione della repubblica socialista, dove lavorò fino al 1989, ricoprendo diverse posizioni e specializzandosi nei settori finanziario e monetario. Nel 1987 ne divenne direttore generale. Tra il 1975 e il 1985 fu anche professore associato presso la facoltà di sociologia economica dell'Accademia degli studi economici.

## Carriera politica

### Dopo la rivoluzione del 1989
In seguito alla rivoluzione romena del 1989 che depose il dittatore Nicolae Ceaușescu, Văcăroiu mantenne un ruolo ai vertici della pubblica amministrazione. Tra il gennaio e il giugno 1990 fu aggiunto del ministro dell'economia nel quadro del governo provvisorio Roman I, il primo dell'era democratica.
Nel 1990 fece parte del gruppo di lavoro che, sotto la conduzione di Tudorel Postolache, elaborò la strategia di riforma economica e istituzionale del paese, documento che venne assunto come programma dal governo Roman II. Fu, quindi, segretario di Stato nel quadro del ministero delle finanze (dal giugno 1990 al settembre 1991), rivestendo l'incarico di capo del dipartimento imposte e tasse. Sotto il governo Stolojan venne riconfermato segretario di Stato del ministero dell'economia (dall'ottobre 1991 al novembre 1992) e fu a capo del comitato interministeriale per le garanzie e i prestiti per il commercio estero.

### Primo ministro
Le elezioni del 1992 furono vinte dal Fronte Democratico di Salvezza Nazionale (FDSN) del presidente della repubblica Ion Iliescu (ridenominato nel 1993 Partito della Democrazia Sociale di Romania, PDSR). Il capo di Stato optò per la nomina a primo ministro di un tecnico quale Nicolae Văcăroiu, considerato dall'opinione pubblica un promotore di un mite riformismo e di una politica di dirigismo in campo economico, vedute conservatrici coincidenti con quelle di Iliescu. Il suo governo fu investito dal parlamento il 19 novembre 1992 con i voti favorevoli, oltre che del FDSN, anche delle forze nazionaliste del Partito dell'Unità Nazionale Romena (PUNR), del Partito Grande Romania (PRM) e del Partito Socialista del Lavoro (PSM), che garantirono il proprio supporto esterno senza partecipare all'esecutivo. Nel 1994, ad ogni modo, il PUNR ottenne due ministeri, mentre nel gennaio dell'anno successivo le quattro forze siglarono un accordo di collaborazione ribattezzato "quadrilatero rosso".
Ereditando il compito di trasformare il paese in una democrazia capitalista, nel 1993 il governo emanò le sue prime misure di consolidamento fiscale, come l'introduzione dell'imposta sul valore aggiunto e la liberalizzazione dei prezzi della maggior parte dei beni di consumo per la popolazione. Per il proprio finanziamento lo Stato si rivolse soprattutto agli organismi internazionali, tra i quali la Banca mondiale e il Fondo monetario internazionale. Furono realizzate principalmente politiche di ampio interventismo, oltre alla svalutazione della moneta nazionale, il leu, mentre il programma di destatalizzazione delle società di proprietà pubblica non fu intensamente sostenuto, con il risultato di ritardare il processo di privatizzazione. Iliescu e Văcăroiu, infatti, preferirono mantenere la grande industria e il settore bancario sotto il controllo statale, pur in perdita, temendo le potenziali ricadute sociali e occupazionali che una netta politica di privatizzazione avrebbe generato. La formazione di una piccola imprenditoria fu favorita soprattutto da politiche fiscali leggere e dalla garanzia del credito da parte dello Stato. Tra le altre realizzazioni principali del governo Văcăroiu vi fu la legge sull'accelerazione della privatizzazione (Legge 55/1995), che completava l'analogo atto emanato nel 1991 dal governo Roman, che fu approvata dal voto parlamentare il 21 marzo 1995 e trasferì ai cittadini rumeni tramite speciali coupon il 30% delle azioni detenute dal Fondo delle proprietà dello Stato (FPS).
Sul piano delle relazioni estere il governo si aprì all'occidente e riuscì a conseguire diversi successi per l'allineamento diplomatico a tali paesi. Il 1º febbraio 1993 fu firmato l'accordo di associazione alla Comunità economica europea e nel settembre 1993 la Romania ottenne l'ammissione come membro titolare del Consiglio d'Europa, a condizione di rispettare determinati punti riguardanti i diritti umani. Nel gennaio 1994 fu firmato l'accordo quadro per la partecipazione della Romania al programma Partenariato per la pace della NATO. Nel 1995 fu inoltrata la domanda di ammissione all'Unione europea.
Nel settembre 1996, a pochi mesi dalla nuova tornata elettorale, venne firmato il trattato di cooperazione con l'Ungheria, considerato dagli organismi sovranazionali un atto propedeutico per l'avvio di ogni discorso di apertura alla Romania. L'accordo rappresentò un passo basilare per la normalizzazione delle relazioni tra i due paesi e fu considerato un successo per la presidenza Iliescu e per il governo Văcăroiu, ma fu la causa della rottura dell'alleanza con il PUNR, che si opponeva alle concessioni al paese magiaro.
Nel complesso, pur riuscendo a contrarre la crisi economica (il PIL registrò per la prima volta dalla rivoluzione del 1989 quattro anni consecutivi di crescita), realizzando i propri obiettivi a breve termine, il governo si scontrò con la realtà sociale del paese, che vedeva intensificarsi il numero e l'intensità degli scioperi, coincidenti con il consolidamento delle associazioni sindacali e con il generale peggioramento delle condizioni di vita della popolazione. Gli sforzi del governo in tema di riforma economica, ritenuta troppo lenta e conservativa, furono accolti negativamente dall'opposizione e dalle istituzioni finanziarie internazionali. Il discorso politico del PDSR, infatti, si basava sulla volontà di non disancorarsi eccessivamente dal modello socialista di protezione sociale, in cui l'economia dipendeva direttamente dall'iniziativa pubblica.
Tra i problemi principali del mandato di Văcăroiu vi fu quello della corruzione dilagante, che secondo la stampa coinvolgeva persino i membri del suo gabinetto. La tolleranza nei confronti di tali sistemi, l'esplosione del clientelismo, che favorì la nascita di un'oligarchia economica legata al potere politico, la discrezionalità nella gestione del sistema bancario di Stato e il permissivismo mostrato verso schemi finanziari piramidali diedero la percezione di un governo corrotto, che a lungo termine ebbe effetti negativi sulla popolarità del PDSR.

### Presidente del senato
Pur portando avanti il mandato da primo ministro da indipendente, nel giugno 1996 Văcăroiu si iscrisse al PDSR, diventandone subito membro dell'ufficio esecutivo. In occasione delle legislative del 1996 il partito ne sostenne la candidatura a senatore nel distretto di Argeș, dove ottenne l'elezione. Il PDSR, tuttavia, perse il confronto con il partito di centro-destra della Convenzione Democratica Romena, che andò al governo. Nel corso della sua prima legislatura in parlamento Văcăroiu fu presidente della commissione per la privatizzazione (1996-1999) e vicepresidente del senato (dal settembre 1999 al novembre 2000).
Tra il dicembre 1996 e l'aprile 1997 fu anche vicepresidente della Banca Comercială Română, allora detenuta dallo Stato. Nel gennaio 2000 assunse la guida della Banca de Investiții și Dezvoltare, rimandenovi fino al febbraio dell'anno successivo.
A livello di partito nel gennaio 1997 fu nominato vicepresidente nazionale del PDSR, che nel 2001 cambiò nome in Partito Social Democratico (PSD). Văcăroiu fu successivamente rieletto vicepresidente del PSD, sia nel corso di congresso di fondazione del 2001, che in quello del 2005.
Nel dicembre 2000 il PSD riuscì a tornare al governo con il primo ministro Adrian Năstase e a costituire una maggioranza parlamentare che consentì l'elezione di Văcăroiu a presidente del senato. Questi venne riconfermato nello stesso ruolo anche in seguito alle elezioni del 2004, malgrado il PSD si trovasse nuovamente all'opposizione.

### Presidente della Romania ad interim
In qualità di presidente del senato, in seguito alla sospensione del presidente della repubblica Traian Băsescu, tra il 19 aprile e il 23 maggio 2007 rivestì ad interim la posizione di capo di Stato, ruolo che mantenne per poco più di un mese, quando il titolare rientrò nelle proprie funzioni, come risultato del fallimento del referendum per la sua destituzione.
Nel corso del suo mese da presidente della Romania ad interim Văcăroiu firmò circa sessanta decreti e organizzò incontri settimanali con il primo ministro, oltre a convocare i partiti politici parlamentari per consultazioni. Il 15 maggio 2007 presiedette una riunione del Consiglio Supremo di Difesa del Paese che aveva il compito di discutere diverse proposte, tra le quali un pacchetto di leggi sulla sicurezza nazionale, il ritiro delle truppe dall'Iraq e la nomina del nuovo direttore del Serviciul de Informații Externe.

### Presidente della Corte dei conti
Văcăroiu rimase a capo del senato fino al 20 ottobre 2008, quando il parlamento, grazie alle negoziazioni tra il PSD e il partito di governo, il Partito Nazionale Liberale, ne deliberò la nomina a presidente della Corte dei conti. Si espressero a favore 305 parlamentari, a fronte di due soli voti contrari. Il suo mandato si esaurì dopo nove anni, nel 2017.

## Vita privata
Sposato con Marilena, ha avuto un figlio, Mihail Eugen.

## Pubblicazioni
- (RO) Nicolae Văcăroiu e Gheorghe Smeoreanu, România, jocuri de interese, 1998.